# William Paynel
William Paynel también William Paganel (Latín medieval: Villelmus Paganellus, c. 1090-1146) fue un noble caballero anglonormando, señor de Les Moutiers-Hubert y Hambye, durante el período de la anarquía inglesa y uno de los actores durante la guerra civil inglesa (1135–1153) que enfrentó a Esteban de Inglaterra y la emperatriz Matilde, por la corona de Inglaterra. Era hijo de Ralph Paynel, quien tenía otros hijos Jordan, Alexander y Raoul. Raoul fue el último el morir en 1024 por lo que William heredó los feudos y propiedades en Yorkshire, Lincolnshire y en Normandía al morir el último hermano mayor vivo. Fue fundador de dos monasterios, el priorato de Drax en Yorkshire y la abadía de Hambye en Normandía. El Libro Domesday confunde y alterna a dos William Paynel, uno de Drax y otro de Les Moutiers-Hubert, como si fueran la misma persona, por lo que todavía siguen las investigaciones genealógicas para esclarecer sus respectivos orígenes. Siguió favoreciendo a la abadía de Selby entre 1126 y 1135, confirmando las donaciones de su padre.

## Guerra civil
En septiembre de 1136, Godofredo V de Anjou atacó el castillo de Paynel en Les Moutiers-Hubert, como parte de los esfuerzos por la heredad de Matilde en Normandía. Tras la muerte de Enrique I de Inglaterra, Paynel apoyó en 1140 los esfuerzos de la emperatriz Matilde que reclamaba el trono y competía contra su primo Esteban I de Inglaterra. Matilda le concedió el custodio del castillo de Nottingham, que había sido capturado por su medio hermano Roberto de Gloucester, pero lo perdió tras dos años de asedio de William Peverel, un seguidor del rey Esteban, mientras estaba visitando a Matilde. Tras la muerte de Paynel, sus hijos también apoyaron a la emperatriz y perdieron el control del feudo de Drax por este apoyo, pero en 1154 sus hijos Hugo y Fulco recuperaron y se repartieron algunas tierras inglesas y normandas.

## Herencia
Paynel se casó dos veces. 
Su primera esposa fue hija de William fitzWimund. Fruto de esa relación nacieron cuatro hijos: Hugh, Fulk, Thomas y John. Es posible que de este primer matrimonio también naciera una hija llamada Gertrude. 
Su segunda esposa fue Avice, una hija de Guillermo fitz Ranulf y viuda de Guillermo de Courcy. Del segundo matrimonio nació una hija, Alice, la principal heredera de Paynel. Alice recibió las tierras de Drax y Hooton Pagnell, y se casó dos veces, primero con Richard de Courcy y en segundas nupcias con Robert de Gant.